# 湯姆·伯吉斯
湯姆·伯吉斯（英語：Tom Burgess；1992年4月21日—）是一位英格蘭橄欖球運動員。他是英格蘭國家橄欖球隊的一員，代表英格蘭參加了2013年世界盃聯盟式橄欖球賽。他的孿生兄弟喬治·伯吉斯和哥哥山姆·伯吉斯也是一位橄欖球運動員。